# 特拉诺斯市镇
特拉诺斯市镇（瑞典語：Tranås kommun）是瑞典南部延雪平省的一个市镇。其治所位于特拉诺斯。